# 韓忠 (黄巾)
韓 忠（かん ちゅう、? - 184年）は、中国後漢時代末期の武将。南陽黄巾軍（黄巾賊）の指揮官の1人。

## 正史の事跡
| 姓名         | 韓忠                         |
| 時代         | 後漢時代                     |
| 生没年       | 生年不詳 - 184年（中平元年） |
| 字・別号     | 〔不詳〕                     |
| 出身地       | 〔不詳〕                     |
| 職官         | 〔黄巾軍指揮官〕             |
| 爵位・号等   | -                            |
| 陣営・所属等 | 張角                         |
| 家族・一族   | 〔不詳〕                     |

中平元年（184年）、張曼成配下として宛城に籠り、官軍の朱儁らと対峙した。張曼成とその後継者の趙弘が相次いで朱儁らに討ち取られると、韓忠がさらにその後継者となって引き続き抵抗した。しかし朱儁の用兵の前に追い詰められ、降伏しようとしたものの赦されず捕えられて、朱儁の副将を務めていた南陽太守の秦頡に処刑された。

## 物語中の韓忠
小説『三国志演義』では同僚の趙弘・孫仲と共に宛城に立て篭もり、官軍の朱儁・劉備と戦っている。やはり降伏を許されずに逃亡しようとしたが、矢に当たり戦死することになる。